# Zusammenlegung
Unter Zusammenlegung (umgangssprachlich Kommassierung) versteht man in Österreich jene planmäßige und unter Leitung und Anordnung der Agrarbehörde erfolgende Flurneuordnung, deren sinngemäße Entsprechung man in Deutschland als Flurbereinigung bezeichnet: eine Veränderung der Flurgestaltung und -einteilung mit dem Ziel, sie den modernen landwirtschaftlichen Erfordernissen anzupassen. In der Schweiz wird dafür der Begriff Güterzusammenlegung, in umfassenderem Sinn auch der Begriff Melioration verwendet.
Die österreichische Bevölkerung kennt diesen Vorgang (noch) weitgehend unter dem Begriff „Kommassierung“, obwohl das Wort in den einschlägigen Gesetzen nicht mehr vorkommt.

## Allgemeines
Die Zusammenlegung spielt sich in einem komplizierten und aufwändigen Verfahren ab. Grund dafür: Die neu gestalteten (besser und größer geformten und nun ausreichend erschlossenen) Grundflächen müssen den bisherigen der jeweiligen Eigentümer möglichst genau entsprechen, vor allem, was den Ertragswert betrifft.
Das Zusammenlegungsverfahren (im Folgenden nur mehr „Z-Verfahren“) ist stufenförmig aufgebaut: Ein Verfahrensabschnitt folgt dem anderen; frühere – rechtskräftig abgeschlossene – Abschnitte können später nicht mehr aufgerollt werden.

## Gesetzliche Grundlagen
Seit dem 1. Jänner 2020 ist die Zusammenlegung nicht mehr auf Bundesebene geregelt und sowohl Grundsatz- als auch Ausführungsgesetzgebung sowie Vollziehung allein Landessache.
Die österreichischen Bundesländer (ausgenommen Wien mangels Bedarfs an einer Zusammenlegung) haben folgende Flurverfassungsgesetze erlassen (Stand: 14. Jänner 2020):
- Burgenland: Landesgesetzblatt (LGBl.) Nr. 40/1970, in der Fassung (idF) LGBl. Nr. 63/2018
- Kärnten: LGBl. Nr. 64/1979, idF LGBl. Nr. 60/2015
- Niederösterreich: LGBl. 6650, idF LGBl. 23/2018
- Oberösterreich: LGBl. Nr. 73/1979, idF LGBl. Nr. 40/2018
- Salzburg: LGBl. Nr. 1/1973, idF LGBl. Nr. 80/2014
- Steiermark: LGBl. Nr. 82/1982, idF LGBl. Nr. 139/2013
- Tirol: LGBl. Nr. 74/1996, idF LGBl. Nr. 138/2019
- Vorarlberg: LGBl. Nr. 2/1979, idF LGBl. Nr. 78/2017

## Verfahrensablauf

### Stufenbau
1. Vorerhebungen
2. Einleitung des Verfahrens
3. Ermittlung der Grundlagen
4. Neueinteilung
5. Vorläufige Übernahme
6. Erlassung des Zusammenlegungsplans
7. Verarbeitung der Ergebnisse
8. Abschluss des Verfahrens

### Vorerhebungen
Bevor ein Z-Verfahren begonnen wird, in das ja auch – sowohl in Form der bereitgestellten und für die Grundeigentümer kostenlosen Behördenstruktur als auch in Form von anderweitigen Förderungen – beträchtliche öffentliche Mittel fließen, muss klar sein, dass es einerseits überhaupt notwendig ist, dort zusammenzulegen, und dass andererseits das Verfahren von den ansässigen Grundeigentümern gewünscht wird. Die erste Frage wird üblicherweise von einem Sachverständigen beurteilt, die zweite in Form von Anträgen oder Zustimmungen der Eigentümer geklärt. Allerdings ist rein rechtlich die Antragstellung oder Zustimmung der Grundeigentümer keine Voraussetzung für die Einleitung eines Verfahrens.

### Einleitung des Verfahrens
Das Z-Verfahren wird mit einer Verordnung der zuständigen Agrarbehörde eingeleitet. Darin wird das Verfahrensgebiet abgegrenzt. Das kann geschehen in Form der
- Aufzählung aller Grundstücke oder
- Beschreibung der Umfangsgrenzen

#### Zusammenlegungsgemeinschaft
Zu Beginn des Verfahrens wird – ebenfalls mit Verordnung der zuständigen Agrarbehörde – die Zusammenlegungsgemeinschaft („Z-Gemeinschaft“) ins Leben gerufen. Sie besteht aus der Gesamtheit aller Grundeigentümer im Verfahrensgebiet und hat die Aufgabe, deren Interessen gegenüber der Agrarbehörde zu vertreten, aber auch jene Kosten zu tragen, die im Verfahren entstehen, und sie auf ihre Mitglieder umzulegen.
Die notwendigen Beschlüsse fallen im Ausschuss der Z-Gemeinschaft, der zu Beginn des Verfahrens von allen Grundeigentümern gewählt wird, und der dann aus seiner Mitte einen Obmann wählt.
Die Z-Gemeinschaft hat aber nicht das Recht, bei der Neueinteilung der Flur mitzubestimmen.

### Ermittlung der Grundlagen

#### Besitzstand
Dieser etwas unscharfe Begriff sollte eigentlich „Eigentumsstand“ lauten, denn ermittelt werden die Eigentumsverhältnisse an den Grundstücken im Verfahrensgebiet. (Zwar sollte das Eigentum zweifelsfrei aus dem Grundbuch ersichtlich sein, doch kommt es immer wieder vor, dass aus nicht mehr klärbaren Gründen Eintragungen ins Grundbuch bei einem Eigentumswechsel übersehen oder unterlassen wurden.) Der Eigentumsstand wird aus dem Grundbuch, die Grundstücksfläche aus dem Kataster oder auch durch Neuvermessung der einzelnen Grundstücke ermittelt; beides wird gemeinsam mit dem Grundeigentümer überprüft und gegebenenfalls korrigiert.
Die Ergebnisse der Besitzstandserhebung werden von der Agrarbehörde im Bescheid „Besitzstandsausweis“ festgelegt.

#### Bewertung
Der Ertragswert aller Böden im Verfahrensgebiet wird – meist mit Hilfe ortskundiger Helfer – geschätzt, damit im weiteren Verfahrensverlauf gleichwertige neue Flächen zugewiesen werden können.
Die Ergebnisse der Bewertung werden von der Agrarbehörde im Bescheid „Bewertungsplan“ festgelegt.

#### Gemeinsame Maßnahmen und Anlagen
Aufbauend auf die im Gebiet vorhandenen Landschaftselemente (wie Hecken, Böschungen, Hohlwege) soll ein langfristig funktionierender Landschaftshaushalt erreicht werden. Diese Landschaftselemente müssen aber teils durch andere ergänzt, teils der neuen Flureinteilung angepasst werden.
Überdies muss jedes neue Grundstück mindestens eine Zufahrt haben. Großteils sind deshalb neue oder verbreiterte und besser ausgebaute Wege nötig.
Der Bodenerosion soll durch Rückhaltebecken oder Gräben vorgebeugt werden.
Die Ergebnisse der Planungen in diesem Zusammenhang werden im Bescheid „Plan der gemeinsamen Maßnahmen und Anlagen“ festgelegt.

#### Vermessung
In manchen Bundesländern werden die Altgrundstücke einzeln vermessen, in manchen werden nur die Außengrenzen vermessen, also jene gegen Grundstücke außerhalb des Verfahrensgebiets.
Diese – nach modernsten Methoden erfolgende – Vermessung ergibt praktisch immer eine Differenz zu jener Fläche, die aus der Addition der Grundstücksflächen laut Kataster resultiert, weil diese Flächen früher mit weniger genauen Methoden ermittelt wurden. Wurde nur der Umfang des Verfahrensgebiets vermessen, wird die Vermessungsdifferenz anteilig auf die einzelnen Grundeigentümer aufgeteilt – positiv oder negativ, je nachdem.

### Neueinteilung
Sind die Grundlagen ermittelt, kann die Flur auf dieser Basis neu eingeteilt werden. Dafür gibt es äußerst strenge gesetzliche Regelungen, deren genaue Darstellung den Rahmen dieses Beitrags sprengen würde.
Berücksichtigt werden müssen neben anderen Kriterien
- die Wertsumme
- das Fläche-Wert-Verhältnis
- die möglichst gleiche Beschaffenheit

der alten im Vergleich zu den zuzuweisenden neuen Grundstücken des jeweiligen Eigentümers.

### Vorläufige Übernahme
Sobald die Neueinteilung feststeht und Besitzstandsausweis sowie Bewertungsplan rechtskräftig sind, und wenn mindestens zwei Drittel der Grundeigentümer zustimmen (und noch weitere Voraussetzungen vorliegen), darf die Agrarbehörde anordnen, dass die neuen Grundstücke vorläufig zu übernehmen sind. Diese Anordnung erfolgt mit einem Bescheid der Agrarbehörde und bewirkt vorläufiges Eigentum an den neuen Grundstücken. Das Eigentum ist deswegen nur „vorläufig“, weil die endgültige Entscheidung in Form des Zusammenlegungsplans noch aussteht. (Mit dem Zusammenlegungsplan – oder im Wege von Berufungsentscheidungen – kann das Eigentum an den Grundstücken auch noch anders eingeteilt werden.)

### Erlassung des Zusammenlegungsplans
Wenn alle entsprechenden Unterlagen fertiggestellt und vor allem auch alle neuen Grundstücke vermessen und vermarkt sind, erlässt die Agrarbehörde den Bescheid „Zusammenlegungsplan“. Das ist die behördliche Entscheidung über die neue Flureinteilung. Damit werden die neuen Grundstücke in ihrer neuen Form und Lage den Grundeigentümern endgültig zugewiesen (bis dahin war das Eigentum eben nur vorläufig).
Erst gegen diesen Bescheid können die Grundeigentümer Berufung einbringen, wenn sie meinen, nicht gesetzmäßig abgefunden worden zu sein.
Zum Instanzenzug → Agrarbehörde.
Wenn überhaupt keine Berufungen gegen den Zusammenlegungsplan eingebracht werden, oder sobald die eingebrachten Berufungen entschieden sind, ist der Zusammenlegungsplan rechtskräftig.

### Verarbeitung der Ergebnisse
Die Agrarbehörde muss dafür sorgen, dass die Ergebnisse des Verfahrens im Grundkataster und im Grundbuch durchgeführt werden. Sie sendet ihre rechtskräftigen Unterlagen daher an das zuständige Vermessungsamt und das zuständige Grundbuchsgericht. Die Verfahrensergebnisse werden in die dortigen Unterlagen eingearbeitet.

### Abschluss des Verfahrens
Wenn Kataster und Grundbuch richtiggestellt sind, schließt die Agrarbehörde ihr Z-Verfahren wieder mit einer Verordnung ab. Ebenso wird die Zusammenlegungsgemeinschaft mit einer Verordnung aufgelöst.

## Rechtliche Besonderheiten

### Erlassung von Bescheiden
Alle in der obigen Darstellung erwähnten Bescheide (ausgenommen jener, mit dem die vorläufige Übernahme angeordnet wird), bestehen aus Listen, Verzeichnissen und teils auch Plandarstellungen. Diese Bescheide werden nicht jeder Verfahrenspartei einzeln zugestellt, sondern an einem zentralen Ort (meist Gemeindeamt) zur Einsicht aufgelegt. Die Parteien bekommen Verständigungen darüber, wann und wo sie in diese Bescheide Einsicht nehmen und wann und wie sie eventuelle Berufungen dagegen einbringen können. (→Agrarverfahrensgesetz)

### Grenzkataster
Die Vermessungsergebnisse trägt das Vermessungsamt in den Grenzkataster ein. Das bedeutet, dass der Grenzverlauf garantiert wird: Ersitzungen von Nachbargrund sind damit ausgeschlossen.

## Probleme

### Landschaftsgestaltung
Den Agrarbehörden wurde immer wieder vorgeworfen, mit Hilfe ihrer Verfahren die Landschaft „auszuräumen“, indem Hecken, Baumbestände und natürliche Bewirtschaftungshindernisse beseitigt werden, wodurch eine „Agrarwüste“ entsteht.
Dieser Vorwurf ist insofern berechtigt, als in den 1950er bis anfänglichen 1970er Jahren tatsächlich in erster Linie getrachtet wurde, maschinengerechte, möglichst großflächige Grundstücke zu schaffen, ohne sich besonders um das Landschaftsbild zu kümmern. Das erklärt sich allerdings aus der nachkriegsbedingten Sorge um genügend Nahrungsmittel. Auch damals hat man nach bestem Wissen und Gewissen gearbeitet. Eben mit teils anderen Zielsetzungen.
Bei kritischer Betrachtung kann aus Sicht der einen zumeist nur ein Bruchteil der insbesondere tierökologisch wertvollen Strukturen erhalten werden. Ausgleichsmaßnahmen in Form von Krautstreifen, Hecken- und Baumpflanzungen verändern nicht nur den Landschaftscharakter, es ist auch zweifelhaft, ob sie in angemessener Zeit tatsächlich die ökologischen Funktionen der traditionellen Strukturen übernehmen können. Insgesamt gehen zahlreiche lokale Besonderheiten des Landschaftsbildes verloren, zurück bleiben mehr oder weniger einheitliche Landschaften. Verbunden ist dieser landschaftsästhetische Verlust der Zusammenlegung mit einer starken Reduktion der Anzahl der Bewirtschaftungseinheiten und somit auch der Fruchtarten, der Schnitt- und Erntetermine. Es gerät also das gesamte Gefüge der Landschaftselemente und der Bewirtschaftung aus dem „Gleichgewicht“. Wie diese Problematik angesichts der neueren Entwicklung in der Landwirtschaft vermieden werden kann, scheint aber aktuell ungeklärt zu sein. Insgesamt besteht ein hohes Informationsmanko quer durch alle Ebenen bis hinauf zur Politik. Allerdings haben einige Bürgermeister größerer Orte erkannt, dass dadurch langfristig auch der Tourismus gefährdet sein könnte und sie sehen die Kommassierungen inzwischen auch mit einem kritischen Auge.
Andere behaupten, dass der Vorwurf heute keineswegs mehr zutrifft: Abgesehen von der auch gesetzlich geregelten Mitwirkung von Umweltanwaltschaft und Naturschutz trachten die Agrarbehörden schon von sich aus, die Landschaft möglichst so belassen, wie sie ist. Das wird nicht immer ganz gelingen, aber man bemüht sich.

### Berufungen
Die weitaus überwiegende Mehrzahl der betroffenen Grundeigentümer ist mit den Ergebnissen des Z-Verfahrens zufrieden. Unzufriedene Grundeigentümer müssen aber beachten, dass rechtskräftig abgeschlossene Verfahrensabschnitte nicht mit Berufungen in späteren Verfahrensabschnitten neu aufgerollt werden können. Wenn Parteien beispielsweise gegen den Zusammenlegungsplan berufen, weil die Festlegungen im Besitzstandsausweis nicht korrekt sind, so wird diese Berufung abgewiesen. Es ist daher wichtig, sich mit Bescheiden im Rahmen der „Ermittlung der Grundlagen“ besonders sorgfältig zu befassen.